# Тібор Рубін
Тібор Рубін (англ. Tibor Rubin; нар. 18 червня 1929, Пасто — пом. 5 грудня 2015, Гарден-Гров) — американський військовослужбовець угорсько-єврейського походження, капрал, який служив у лавах армії США під час Корейської війни. У юності пережив Голокост, після якого в 1948 році іммігрував до США. Кавалер медалі Пошани (2005), відзначений за свої дії під час війни, як учасник бойових дій і військовополонений.
Рубін отримав нагороду від президента Джорджа Буша 23 вересня 2005 року, через 55 років після Корейської війни. Рубін неодноразово номінувався на різні військові нагороди, але через антисемітизм з боку керівництва, молодому військовослужбовцю постійно гальмували нагородження. Однополчани, які подали свідчення на підтримку номінації Рубіна на медаль Пошани, сказали, що сержант Рубіна «був антисемітом, який давав Рубіну небезпечні завдання в надії, що той загине». У листопаді 2016 року президент Обама підписав закон про перейменування медичного центру «Лонг-Біч Каліфорнія VA» на честь Рубіна.

## Біографія
Тібор Рубін народився 18 червня 1929 року в Пасто, угорському містечку з єврейським населенням зі 120 сімей, і був одним із шести дітей (від трьох шлюбів) шевця Ференца Рубіна. Коли Тібору було 13 років, Ференц і Роза Рубін (мачуха Тібора) намагалися переправити його в безпечне місце в нейтральну Швейцарію, але його спіймали і відправили в концентраційний табір Маутгаузен в Австрії. 5 травня 1945 року його звільнили американські війська, коли вони прибули до нацистського табору смерті. Обоє його батьків і сестра загинули під час Голокосту.
У 1948 році Рубін переїхав до США, оселився в Нью-Йорку і спочатку працював шевцем. Потім він близько року навчався на м'ясника в угорській м'ясній крамниці Майкла Бели Вільгельма на Третій авеню в районі Йорквіль. У 1949 році він намагався вступити на службу в армію США. Він провалив іспит з англійської мови, але спробував ще раз у 1950 році та склав його.
У липні 1950 року рядовий першого класу Рубін був відправлений до Південної Кореї у складі 1-ї роти 8-го кавалерійського полку 1-ї кавалерійської дивізії. Згідно з довгими свідченнями під присягою, наданими майже дюжиною чоловіків, які служили з Рубіном у Південній та Північній Кореї, переважно самоназваних «сільськими хлопцями» з Півдня та Середнього Заходу, сержант-антисеміт на ім'я Артур Пейтон постійно «добровільно» призначав Рубіна для найнебезпечнішого патрулювання і ризикованих місій.
Під час однієї місії, згідно зі свідченнями його товаришів, Рубін забезпечив необхідний відступ для своєї піхотної роти, самотужки захищаючи пагорб протягом 24 годин від атак північнокорейських солдатів. За цей та інші прояви хоробрості два його командири чотири рази рекомендували Рубіна до Медалі Пошани. Невдовзі після цього обидва офіцери були вбиті в бою, але не раніше, ніж наказав сержанту Рубіна розпочати оформлення необхідних документів, щоб представити Рубіна до медалі Пошани. Деякі з товаришів Рубіна були присутні і стали свідками видання наказу, і всі були впевнені, що Пейтон навмисно ігнорував його накази. «Я справді переконаний у своєму серці, що [сержант] швидше поставив би під загрозу свою власну безпеку, ніж будь-яким чином допоміг у нагородженні Почесною медаллю особи єврейського походження», — написав капрал Гарольд Спікмен у нотаріально завіреному листі.
Ближче до кінця жовтня 1950 року значне угруповання китайських військ перетнуло кордон із Північною Кореєю та атакувало непідготовлені американські війська, які зараз опинилися далеко всередині Північної Кореї. Більшість полку Рубіна було вбито або взято в полон. Тяжко поранений Рубін потрапив у полон і наступні 30 місяців провів у таборі для військовополонених.
Стикаючись з постійним голодом, брудом і хворобами, більшість американських солдатів просто здалася. «Ніхто нікому не хотів допомагати. Кожен був сам за себе», — написав Лео А. Корм'є молодший, колишній сержант і військовополонений. Винятком став Рубін. Майже щовечора він викрадався з табору для полонених, щоб вкрасти їжу з китайських і північнокорейських продовольчих складів, знаючи, що його застрелять, якщо зловлять. «Він розподіляв їжу рівномірно між військовими», — написав Корм'є. «Він також піклувався про нас, вигодовував нас, носив нас до вигрібної ями…, він зробив багато добрих справ, які, за його словами, були міцва в єврейській традиції… він був дуже релігійним євреєм і допомагати своїм ближнім для нього було найважливішим». Ті, хто вижив у таборі військовополонених, приписували Рубіну те, що він зберіг їх живими та врятував принаймні 40 американських солдатів.
Рубін відмовився від неодноразових пропозицій своїх охоронців табору щодо репатріації до Угорщини, яка на той час перебувала за «залізною завісою».
У 1993 році армія США замовила розслідування щодо расової дискримінації при нагородженні військовими медалями. У 2001 році, після розгляду справи Леонарда М. Кравіца, Конгрес доручив військовим продовжити перегляд певних справ. Подальше розслідування показало, що Рубін став об'єктом дискримінації через свою релігію і мав усі підстави отримати медаль Пошани.
У 2005 році президент Джордж Буш особисто вручив Рубіну медаль Пошани на церемонії в Білому домі за його дії в 1950 році під час Корейської війни.

## Подальше читання
- Коен, Деніел М. (2015). Однією рукою: надихаюча правдива історія Тібора «Тедді» Рубіна, того, хто пережив Голокост, героя Корейської війни та володаря Почесної медалі. Нью-Йорк: Берклі Калібр,ISBN 978-0425279755OCLC 900559301